# Howard Gardner
Howard Gardner (ur. 11 lipca 1943 w Scranton) – amerykański psycholog, specjalista z dziedzin psychologii kognitywnej i psychologii uczenia się, od 1986 profesor na Uniwersytecie Harvarda. 
W 1983 Howard Gardner przedstawił teorię inteligencji wielorakiej (ang. multiple intelligences). W 1981 nagrodzony nagrodą „MacArthur Prize Fellowship”, a w 2000 Nagrodę Fundacji Pamięci Johna Simona Guggenheima. 
Na bazie teorii H. Gardnera w Polsce od 2008 do 2011 roku realizowany był projekt edukacyjny „Pierwsze uczniowskie doświadczenia drogą do wiedzy”. Obejmował on początkowo sześć województw (świętokrzyskie, małopolskie, śląskie, podkarpackie, łódzkie i lubelskie), a w ostatnim etapie całą Polskę – łącznie ponad 142 tysiące dzieci z 2732 szkół. Jako podsumowanie projektu finansowanego ze środków unijnych jego beneficjent, Grupa Edukacyjna S.A. z Kielc, zaprosił do Polski profesora Gardnera na trzy konferencje „Edukacja umysłu. Elastyczny model edukacji oparty na teorii Howarda Gardnera”. Wykładów w Kielcach, Warszawie i Poznaniu wysłuchało łącznie 1500 osób.